# 揭開第五印
《揭開啟示錄的第五封印信》，又名《揭開第五印》（西班牙語：Visión del Apocalipsis），是西班牙矯飾主義畫家艾爾·葛雷柯的名代表作，其晚年繪於托雷多聖若翰洗者教堂的側祭壇外牆，為塔韋拉醫院所委託，但葛雷柯至辭世時仍未完作。
1908年以前，畫作原名為「世俗的愛」，但隨後由科西奧提議更名為「揭開第五印」並沿用至今。畫作現藏於美國紐約市大都會藝術博物館，其為之註解道：「本畫未完成，且嚴重毀壞、磨損。」
|  |  |

## 外部連結
- 葛雷柯 - 揭開啟示錄的第五封印信 （页面存档备份，存于），視覺素養學習網。